# Ruta Estatal de California 140
La Ruta Estatal de California 140, y abreviada SR 140 (en inglés: California State Route 140) es una carretera estatal estadounidense ubicada en el estado de California. La carretera inicia en el Oeste desde la I 5     cerca de Gustine hacia el Este en el Parque nacional de Yosemite. La carretera tiene una longitud de 163,6 km (101.645 mi). La ruta pasa por los condados de Merced y Mariposa.

## Mantenimiento

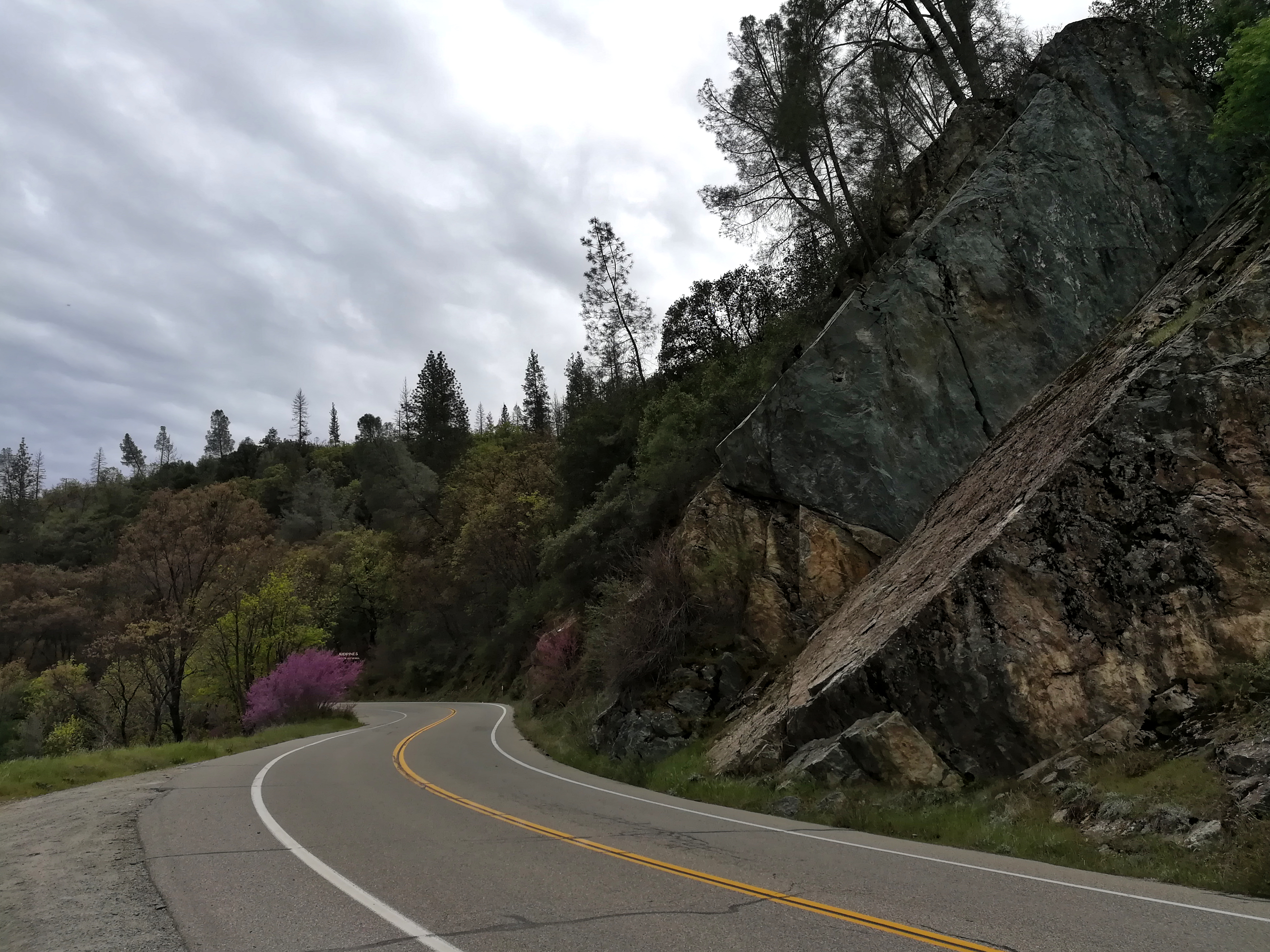

Al igual que las autopistas interestatales, y las rutas federales y el resto de carreteras estatales, la Ruta Estatal de California 140 es administrada y mantenida por el Departamento de Transporte de California por sus siglas en inglés Caltrans.

## Cruces
La Ruta Estatal de California 140 es atravesada principalmente por la  SR 99  SR 49   en Merced y Mariposa.